# Črni potok
Črni potok este o arie protejată (arie specială de conservare — SAC, sit de importanță comunitară — SCI) din Slovenia întinsă pe o suprafață de 36,6 ha, integral pe uscat.

## Localizare
Centrul sitului Črni potok este situat la coordonatele 46°31′13″N 14°59′36″E / 46.5203°N 14.9932°E.

## Înființare
Situl Črni potok a fost declarat sit de importanță comunitară în aprilie 2013 pentru a proteja 2 specii de animale. Situl a fost protejat și ca arie specială de conservare în aprilie 2015.

## Biodiversitate
Situată în ecoregiunea alpină, aria protejată nu include niciun habitat protejat.
La baza desemnării sitului se află mai multe specii protejate de  nevertebrate (2): Austropotamobius torrentium, fluturele flitirar (Euphydryas maturna).